# Frederick Winslow Taylor
Frederick Winslow Taylor (20. března 1856 – 21. března 1915) byl strojní inženýr v Midvalských ocelárnách (Midvale Steel Works) v Pensylvánii v USA. 
Je znám především pro svou teorii „vědeckého řízení výroby“, jež byla velmi vlivná v období klasického kapitalismu před 1. světovou válkou (v Evropě i v letech po ní), ale našla např. uplatnění v raných fázích komunistického plánování v SSSR, především za života Lenina, jež Taylora obdivoval.
Podle F. W. Taylora jsou tyto principy managementu zejména v anglosaském světě nazývány „taylorismus“ (taylorism). Propagací jeho idejí se dodnes zabývá nejstarší profesní společnost svého druhu, americká Society for Advancement of Management („Společnost pro zlepšení řízení“), původně zvaná Taylor Society (zal. 1912).

## Život
Frederick Winslow Taylor se narodil v pensylvánském Germantown v křesťanské rodině tzv. kvakerů. Od svého mládí se pokoušel zlepšit vše, co viděl. Ostatní děti ho považovaly za divného, protože se zdálo, že se více zajímá o to, jak je položené hřiště, než o hru.
Rodiče chtěli, aby byl právníkem, takže jej jeho otec přihlásil na Phillips Exeter Academy, aby ho připravil na Harvardovu univerzitu. Ačkoli Taylor přijímacími zkouškami na Harvard prošel s vyznamenáním, tak jeho špatné zdraví a zrak jej přinutil jít do učení jako mistr a strojník ve společnosti Enterprise Hydraulic ve Filadelfii, kde pracoval od roku 1874. Na konci učení se Taylor připojil ke společnosti Midvale Steel. Začal zde jako běžný pracovník a v krátkém období šesti let postupně povýšil na strojaře, předáka, mistra v obchodě, mechanika s odpovědností za opravy a údržbu závodu a hlavního strojního inženýra.

## Taylorovy zásady řízení
1. Nahradit pravidlo osahání práce za metodu založenou na vědeckém studiu úkolu.
2. Vědecky zvolit, trénovat a rozvíjet každého zaměstnance je lepší než je nechat, aby se v oboru zdokonalovali sami.
3. Poskytnout podrobné instrukce a dozor nad každým pracovníkem při vykonávání jeho úkolu.
4. Rozdělit práci téměř rovným dílem mezi manažery a zaměstnance tak, aby manažeři aplikovali vědecké principy managementu na plánování práce a pracovníci skutečně vykonávali tyto úkoly.

Taylor patřil mezi největší velikány v oblasti managementu své doby. Hlásil se k proudu klasického řízení (tj. vertikálního, hierarchicky uspořádaného) a uplatňoval technokratické přístupy. Snažil se u dělníků v hromadné výrobě eliminovat všechny zbytné pohyby a nalézt ty nejefektivnější. Velký důraz kladl na normování a ergonomii pracovních pohybů. Pro stanovení normy nepoužíval průměrnou hodnotu, ale nejlepší výkon. Tvrdil, že dělník musí jasně znát, co a jak dělat, a mít při tom normalizované pomůcky a materiál. Jen tak lze trvale zachovat vysoký výkon. Iniciativa dělníků na změnách je podle Taylora nežádoucí. Pokud byl Taylor účasten projektu, sám dělníkům optimální vykonávání operace předváděl.

## Dílo
- A Piece-rate System („Systém ohodnocení za kus“ , 1895) – řeší otázku patřičného a dostatečně motivujícího mzdového ohodnocení pracovníků
- Shop management („Řízení obchodu“, 1903)
- On the Art of Cutting Metals („O umění obrábět kovy“, 1906) – tento článek (spis) byl mj. přeložen do ruštiny a měl vliv i na české prostředí, protože jej studovali pracovníci Masarykovy akademie práce[2]
- Principles of Scientific Management („Principy vědeckého řízení“, 1911) – nejvýznamnější kniha, jež ovlivnila organizaci práce v podnicích na konci 19. a v 1. polovině 20. století[3]